# Boloria infrapallida
Boloria infrapallida är en fjärilsart som beskrevs av Ruggero Verity 1950. Boloria infrapallida ingår i släktet Boloria och familjen praktfjärilar. Inga underarter finns listade i Catalogue of Life.